# 폭렬닌자 고에몬
폭렬닌자 고에몬(Goemon)은 일본에서 제작된 키리야 카즈야키 감독의 2009년 액션, 드라마 영화이다. 에구치 요스케 등이 주연으로 출연하였고 키리야 카즈아키 등이 제작에 참여하였다.

## 출연

### 주연
- 에구치 요스케
- 오오사와 타카오
- 히로스에 료코
- 고리
- 카나메 준

### 조연
- 최홍만
- 히라 미키지로
- 이부 마사토
- 타마야마 테츠지
- 나카무라 하시노스케
- 오쿠다 에이지
- 테라지마 스스무
- 에비스 요시카즈
- 후지사와 에마
- 후카사와 아라시
- 후쿠다 마유코
- 히로타 료헤이
- 이시다 유키
- 코히나타 후미요
- 료
- 사다 마유미
- 사토 에리코
- 사토 켄
- 토다 에리카
- 츠루타 마유

## 제작진
- 미술: 하야시다 유지
- 배역: 야마구치 마사시